# Миссик, Симон
Симон Миссик (англ. Simone Missick, род. 19 января 1982, Детройт) — американская актриса. Наиболее известна по роли Мисти Найт в телесериалах Netflix «Люк Кейдж», «Защитники» и «Железный кулак», а также роли судьи Лолы Кармайкл в телесериале «Всем встать».

## Биография
В 2003 году Миссик окончила Говардский университет. В феврале 2012 года она вышла замуж за актёра Дориана Миссика.

## Фильмография

### Кино
| Год  | Название на русском | Название на английском | Роль          | Примечания      |
| ---- | ------------------- | ---------------------- | ------------- | --------------- |
| 2003 |                     | The Epicureans         | Джейми        |                 |
| 2008 |                     | The Road to Sundance   | Риз Найт      |                 |
| 2009 |                     | K-Town                 | одинокая дама |                 |
| 2009 |                     | Brotherlee             | Тамар         | Короткометражка |
| 2011 |                     | Look Again             | Анна          | Короткометражка |
| 2012 |                     | Voicemail              | Венди Петерс  | Короткометражка |
| 2013 |                     | Douglass U             | Таша          |                 |
| 2015 |                     | Black Card             | Лона          | Короткометражка |
| 2018 |                     | Jinn                   | Джейд         |                 |

### Телевидение
| Год       | Название на русском                    | Название на английском             | Роль              | Примечания        |
| --------- | -------------------------------------- | ---------------------------------- | ----------------- | ----------------- |
| 2011      | Эпические приключения Бакета и Скинера | Bucket & Skinner's Epic Adventures | Reporter          | Epic Babysitters  |
| 2012      | Вкус романтики                         | A Taste of Romance                 | Элиза             | ТВ фильм          |
| 2014      | Рэй Донован                            | Ray Donovan                        | Порша             | Yo Soy Capitan    |
| 2014      |                                        | Everything I Did Wrong In My 20s   | Мелани            | The Baby Moment   |
| 2015      | Скандал                                | Scandal                            | коп в штатском    | Heavy Is the Head |
| 2016      | Сосны                                  | Wayward Pines                      | жена Си Джея      | 2 эпизода         |
| 2016—2018 | Люк Кейдж                              | Luke Cage                          | Мисти Найт        | 26 эпизодов       |
| 2017      | Защитники                              | The Defenders                      | Мисти Найт        | 5 эпизодов        |
| 2017—2018 | Железный кулак                         | Iron Fist                          | Мисти Найт        | 6 эпизодов        |
| 2018—2019 | Расскажи мне сказку                    | Tell Me a Story                    | Мариана Рейнольдс | 10 эпизодов       |
| 2019—2023 | Всем встать                            | All Rise                           | Лола Кармайкл     | 9 эпизодов        |
| 2020      | Видоизменённый углерод                 | Altered Carbon                     | Трепп             | 8 эпизодов        |